# Talha dourada

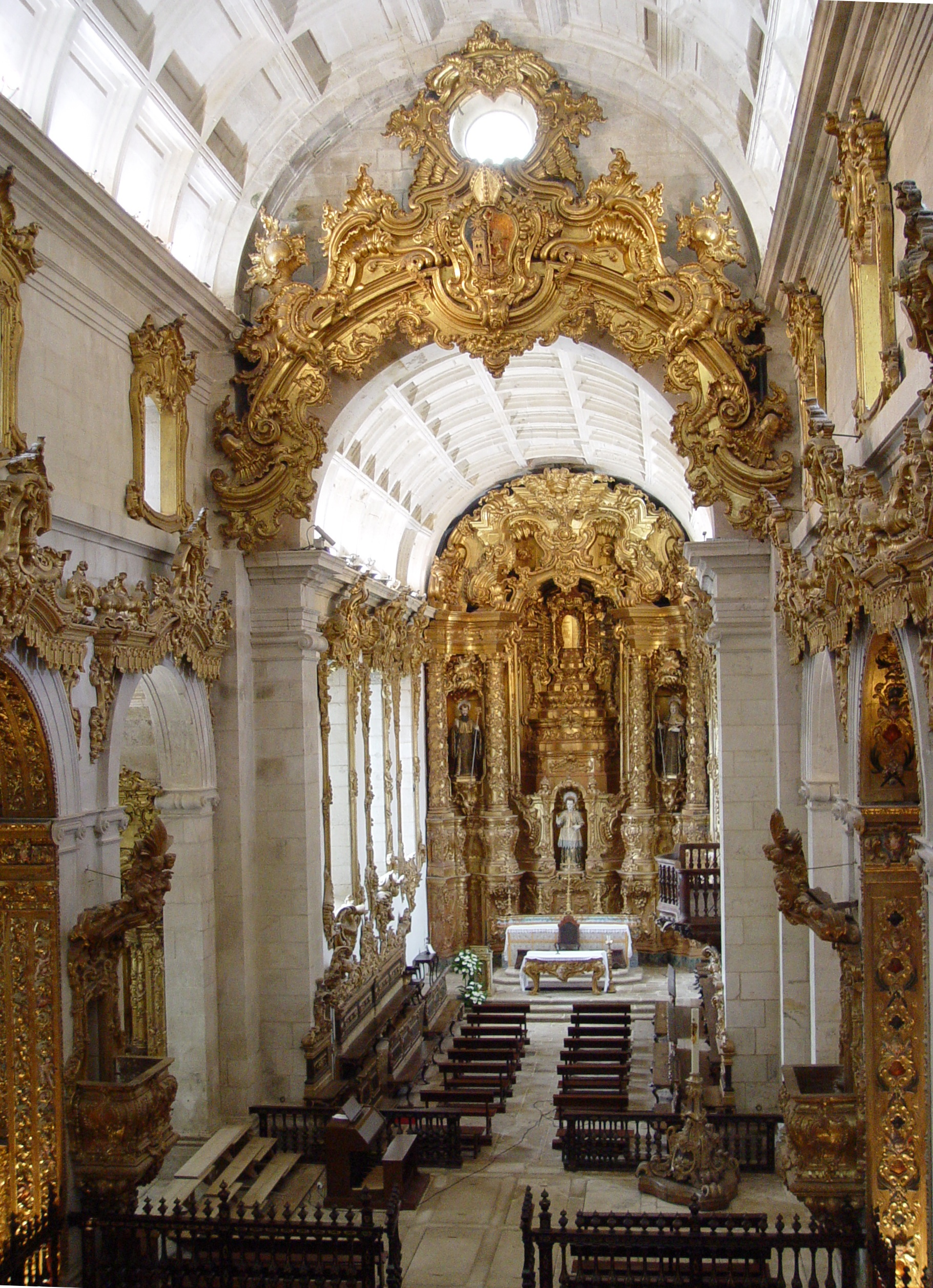
Talha dourada nel monastero di Tibães, riferimento del rococò portoghese, opera dell'architetto André Soares, 1757-1760, Braga

La talha dourada è una tecnica scultorea in cui il legno è scolpito (talhado in portoghese) e successivamente dorato, o sia, rivestito da una pellicola d'oro. Questa tecnica, principalmente associata all'architettura, ebbe un periodo di grande diffusione nella Penisola iberica e nelle sue colonie durante l'epoca barocca in cui si dà risalto al gioco di volumi. Diventò una delle principali caratteristiche del barocco del Nord del Portogallo, insieme con l'azulejo, nei secoli XVII e XVIII, specialmente nell'interno di chiese e cappelle, e soprattutto per gli altari. Per una commessa di talha dourada era necessario il lavoro di vari artigiani sotto la guida di un maestro.

## Talha in Portogallo

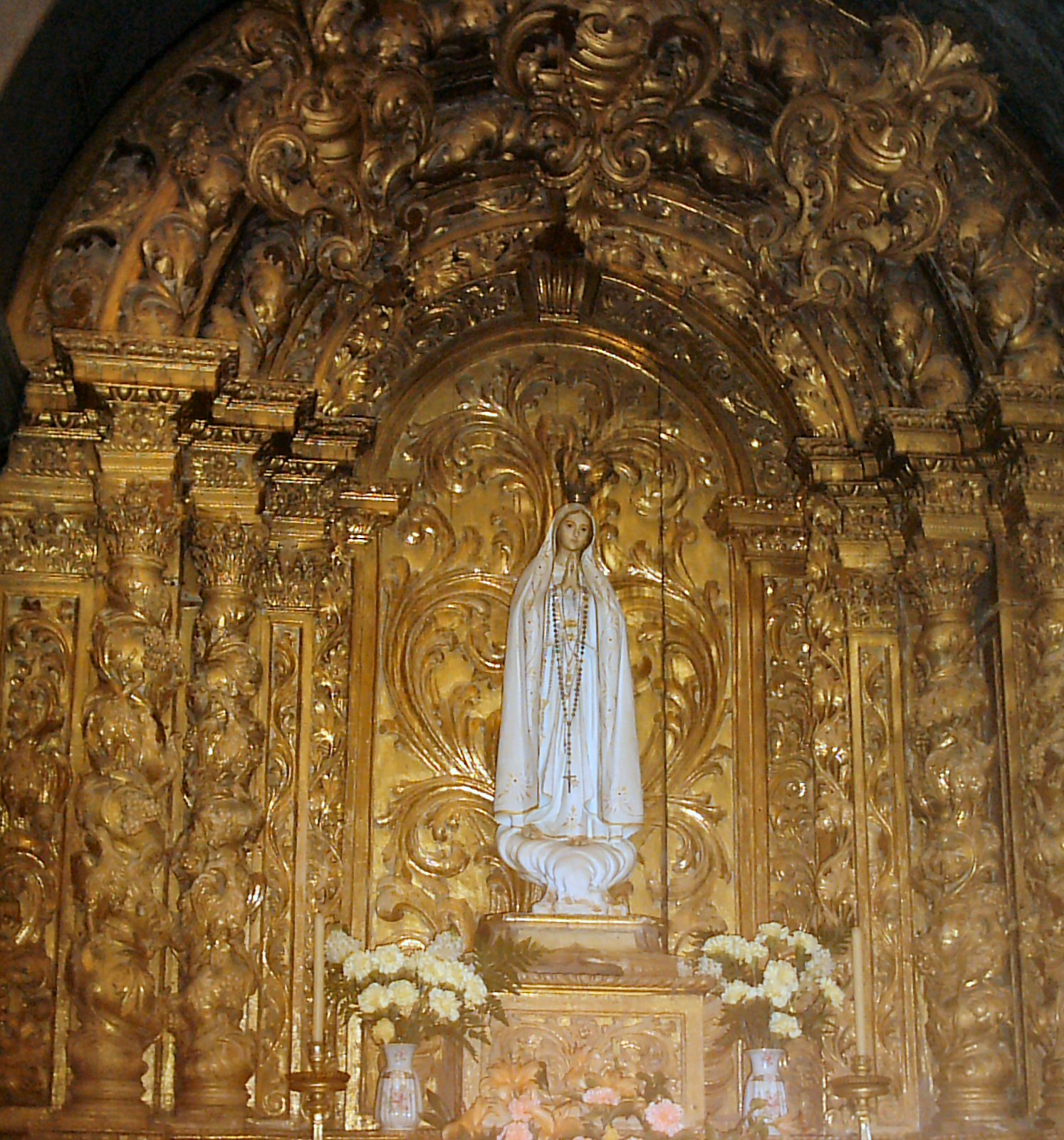
Altare in talha dourada all'interno della chiesa di Camarate.

La talha in Portogallo è una delle espressioni artistiche, insieme con l'azulejo, di carattere più originale e abbondante. È normalmente legata alla decorazione interna di chiese e cattedrali, ma entra a far parte anche della decorazione di saloni nobili in palazzi e grandi edifici pubblici. La talha dourada si distingue principalmente per gli impressionanti complessi scultorei degli altari nella maggior parte delle chiese portoghesi. Si sviluppa a partire dall'epoca gotica, assumendo caratteristiche nazionali durante il XVII secolo ed ebbe il suo massimo splendore durante il regno di Giovanni V. Nel XIX secolo andò perdendo importanza, limitandosi a copiare modelli del passato, e finisce per sparire con la fine del neogotico.
La talha dourada è un modo molto impressionante e relativamente semplici di trasformare uno spazio in un luogo di lusso e ostentazione, in quanto il legno è facile da scolpire e da ricoprire con foglia d'oro. Il risultato si adatta al gusto dell'epoca, è più economico e più impressionante di altri tipi di decorazione, tecnicamente più esigenti, come la scultura in pietra o la pittura. I costi della struttura decorativa sono infatti inferiori al costo necessario per lo stesso lavoro su un altro supporto (eccetto l'azulejo), perché la quantità di oro richiesta è relativamente piccola. Non è necessario che gli artisti posseggano la formazione specifica di uno scultore o di un pittore, e così si ottiene un risultato finale sorprendentemente buono ed economico. Le forme decorative sono tratte dall'architettura e dai trattati che circolano in tutta Europa e annunciano le novità nell'arte, ma durante il XVII secolo sviluppano un vocabolario tipicamente portoghese. Quando questa tecnica viene esportata nelle colonie dell'impero, si adatta alle forme e agli artisti locali, come si può vedere in Brasile o in Oriente.
È molto usuale per l'artista intagliatore rispondere a commesse regionali che garantiscono l'attività del suo laboratorio, a volte facendo diverse opere vicine in una certa area geografica. Ci sono stati esempi davvero notevoli, che confermano il prestigio dei creatori di magnifiche "macchine" d'altare dal Nord al Sud del Portogallo. Sebbene all'epoca non fossero considerati veri scultori, il risultato finale spesso contraddice questa idea. Esistono anche esempi policromi, bianchi o nel colore naturale del legno, ma senza l'impatto visivo della talha dourada. La loro associazione con la pittura o l'azulejo rende i programmi decorativi più complessi, aumentando o diminuendo il prezzo dell'opera.

## Gotico, manuelino e rinascimento
L'evoluzione della talha dourada in Portogallo ha un percorso molto interessante. S'inizia durante il periodo gotico seguendo modelli architettonici, così come la scultura e l'oreficeria, e ricorre al vocabolario decorativo dello stile. Archi ogivali, guglie, colonne, ecc. sono associati con la scultura, a volte con la pittura, senza compartimentare i generi come verrà fatto in seguito. Sono strutture policrome, con l'oro riservato principalmente per la parte architettonica. Benché poche opere siano pervenute ai nostri giorni, poiché la stragrande maggioranza è stata sostituita durante il periodo barocco, è noto che ha seguito il gusto internazionale, fra cui si distingue l'altare maggiore della Cattedrale vecchia di Coimbra.
Il periodo manuelino segue anche l'architettura usando il vocabolario presente principalmente nei portali, dando molta importanza all'araldica, alla sfera armillare, alla croce di Cristo, agli elementi naturalistici e ad alcune sculture. Gli esempi principali sono il Convento dell'Ordine di Cristo a Tomar e il Monastero di Alcobaça, sono scomparsi, ma resta ancora il coro monumentale del Monastero della Santa Croce a Coimbra. La talha dourada è associato alle superficie in legno, seguendo ancora il gusto del Nord Europa, fatto che non sorprende sapendo che il suo autore è il maestro fiammingo Machim.
Il Rinascimento continua a seguire la decorazione architettonica, non facendo questione di mettere l'oro nella talha, associando pittura e scultura, ma seguendo l'immaginario classico, ampiamente divulgato dai trattati dell'epoca. Ancora una volta, la decorazione in legno scolpito è molto vicina alle forme destinate alla pietra, visibile nei portali, nelle tombe o nell'oreficeria. L'esistenza di grandi altari di pietra o di grandi retablos dipinti non permisero lo sviluppo della talha come forma di espressione autonoma, relegandola al rango di un'arte decorativa ancillare rispetto a espressioni più erudite. È necessario attendere il Manierismo perché sorgano le condizioni necessarie per lo sviluppo della talha dourada.

## Manierismo
Una serie di fattori, soprattutto di ordine economico, porta all'espansione della talha dourada durante il periodo manierista. La crisi economica della fine del XVI secolo, la crescente importanza dei Gesuiti, la perdita del commercio delle spezie e, infine, la morte del re Sebastiano I a Ksar El Kebir causarono una graduale diminuzione delle fonti di reddito e, quindi, la riduzione dei grandi programmi di pittura o scultura, cari per essere considerati la grande arte, e più controllati per obbedire alle regole imposte dal Concilio di Trento. La talha è la forma decorativa ideale per un tempo che oscilla tra la crisi economica e la crisi dei valori, risultante dalla rottura tra cattolici e protestanti. Oltre ad essere più economica, è abbagliante - dando l'idea di ricchezza - e si adatta perfettamente a tutti gli orientamenti della Chiesa cattolica, esplorando essenzialmente la forma architettonica. L'altare diventa un complesso di natura architettonica, spesso disegnato da architetti e successivamente adattato dall'artigiano alla sua (maggiore o minore) tecnica personale, dorato e dipinto o scolpito, ma sicuramente meno di quanto sarebbe necessario, senza l'intaglio; copre completamente il muro a cui è destinato e funge, sul fondo, da lussuosa cornice. È, tuttavia, in questo momento che la talha diventa autonoma e abbandona la funzione di semplice incorniciatura di opere d'arte. Queste, collocate in nicchie, assumono una grande importanza. Il complesso è strutturato in piani, come negli edifici, con una gamma di soluzioni diverse. Sono possibili impostazioni di archi di trionfo, con un tabernacolo scolpito, di solito in un presbiterio profondo, che consente di vedere lo spazio dietro all'altare, spazio in genere molto decorato. In questo tipologia si distinguono gli importantissimi altari maggiori monumentali della chiesa di San Domenico di Benfica e la chiesa della Luce di Carnide, a Lisbona. Se l'altare di Benfica è di grande erudizione, con forme classiche eleganti e poca pittura, mantenendo la talha come elemento centrale del complesso, a Carnide è protagonista lo splendore della pittura, eseguita da Francisco Venegas con la collaborazione di Diogo Teixeira, senza nulla togliere al valore artistico del legno. L'altare maggiore della chiesa di San Rocco a Lisbona appartiene ad un altro gruppo, tipico delle chiese dei gesuiti (San Rocco a Lisbona è la principale chiesa della Compagnia per l'intero impero portoghese), caratterizzato da decorazioni di alta qualità, ben strutturato, con chiaro riferimento classico, diversi piani, colonne e spazi ben compartimentati. Lo schema sarà molto ripetuto nelle chiese dei gesuiti. Nella cattedrale di Portalegre si trova una variante di questo schema. La pala d'altare è incorniciata da un insieme elegantemente classico di colonne, fregi, rilievi e sculture, che provocano un effetto opposto a tutto il resto. Sono sparsi in tutto il Portogallo (principalmente), in Brasile e a Goa innumerevoli altari degni di riferimento.

## Il barocco

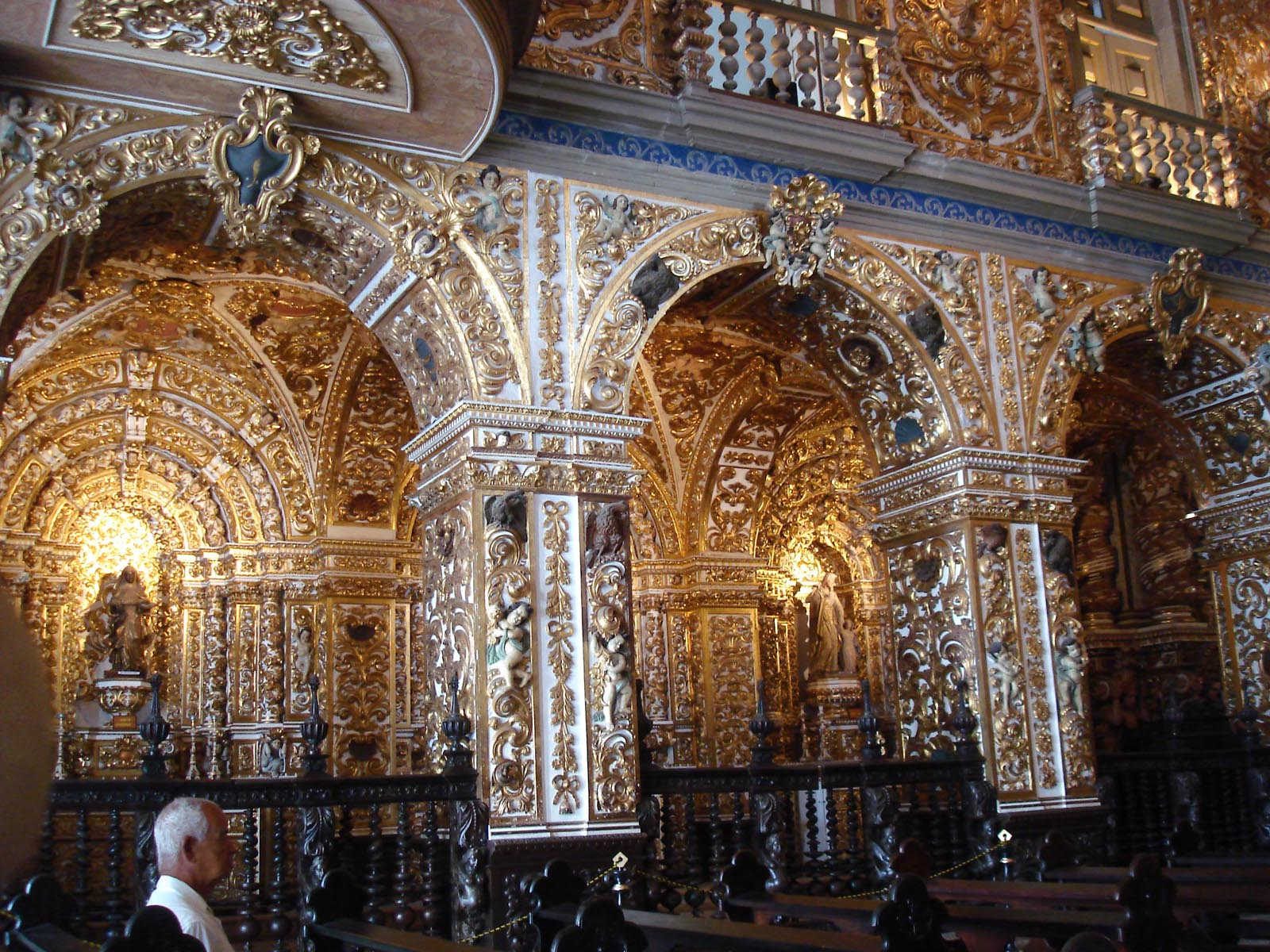
Talha dourada barocca, Chiesa e convento di San Francesco (Salvador) (1708-1752), Brasile

È la fase più monumentale per la talha in Portogallo e in Brasile. Gli esempi sono numerosi e di grande qualità su entrambe le sponde dell'Atlantico.
Con la fine dei sessant'anni di Unione iberica, in cui regnarono Filippo II, Filippo III e Filippo IV, e la restaurazione dell'indipendenza, nel 1640, e la conseguente guerra, la talha in Portogallo si affranca dai modelli barocchi castigliani. In una congiuntura economica difficile, la talha guadagna importanza, mentre la scultura e la pittura negli altari è drasticamente ridotta. Abbandona i modelli di ispirazione classica, divulgati dai trattati, e quelli internazionali (soprattutto spagnoli), tentando di sviluppare forme nazionali. Si volge alla tradizione artistica portoghese ed esprime il cosiddetto stile nazionale. L'ispirazione è chiaramente derivata dai portali romanici e manuelini. Il sistema di archi ricorda i primi, mentre la decorazione ha molto in comune con il naturalismo manuelino. Sono "macchine" d'altare poderose, composte da archi concentrici, colonne tortili sormontate da capitelli classici, tribuna e trono. La decorazione fa ampio uso di motivi vegetali, basata principalmente su figlie di vite e di acanto che ricoprono tutto l'insieme, in perfetta armonia con angeli e uccelli. L'altare è indubbiamente barocco, ma con caratteristiche chiaramente opposte ai modelli spagnoli. Di nuovo, in un momento di difficoltà economica, la talha dourada dà un'immagine di splendore a fronte di un costo ridotto, contribuendo ad affermare la causa portoghese.
Non per nulla Giovanni V fu chiamato il magnifico. La pace iberica, combinata con la scoperta dell'oro e dei diamanti brasiliani, rende il Portogallo improvvisamente il paese più ricco d'Europa, consentendo il pieno sviluppo del barocco internazionale in tutte le forme artistiche. La talha non fa eccezione. Durante il regno di Giovanni V il gusto portoghese si adatta ai modelli internazionali e prende il nome di stile giovannino. Trasforma gli archivolti in finiture rifinite, incorpora gli angeli, quasi scultorei, in insiemi pieni di ghirlande, forme vegetali, uccelli ed elementi architettonici. Mantiene le colonne tortili, la tribuna e il trono. La decorazione suggerisce di più la scultura e si diffonde per tutta la chiesa, giungendo all'estremo di coprire letteralmente l'intera superficie disponibile - volte, pareti, colonne, archi e pulpiti. Ci sono esempi notevoli disseminati dal Nord al Sud del Portogallo, ma quelli principali sono senza dubbio la chiesa di San Francesco e la chiesa di Santa Chiara, entrambe a Porto. Le due chiese sono ricoperte da un'eccellente talha dourada barocca, con un effetto globale stupefacente. Benché Santa Chiara sia più elegante, San Francesco, che è un edificio gotico, sorprende per l'eccellente uso dello spazio. Bisogna anche notare che l'enorme patrimonio artistico di Porto ha un gran numero di esempi, assolutamente notevoli, nelle chiese della città. Per la loro importanza e qualità sono da ricordare:
- il monastero di Arouca;
- il sacrario del monastero di Alcobaça;
- la chiesa della Pena di Lisbona – l'altare maggiore;
- la chiesa di Santa Caterina di Lisbona – l'altare maggiore;
- la chiesa del convento di Nostra Signora della Concezione di Marvila a Lisbona;
- il convento della Madre di Dio di Lisbona – chiesa, coro alto e basso;
- la cattedrale di Porto – l'altare maggiore;
- la chiesa di Sant'Ildefonso a Porto – l'altare maggiore;
- la chiesa del monastero di San Benedetto della Vittoria a Porto – l'altare maggiore;
- la cattedrale di Braga – gli organi monumentali;
- il monastero di Gesù ad Aveiro;
- la chiesa di Sant'Antonio a Lagos – il presbiterio;
- la cappella di Nostra Signora della Speranza, a São Miguel de Vila Boa.

È fondamentale la talha delle carrozze da parata dell'epoca giovannina. Spiccano le tre carrozze dell'ambasciata di Giovanni V al papa, attualmente al Museu Nacional dos Coches di Lisbona.

## Il rococò
A Giovanni V succedette il figlio Giuseppe I. L'abbondanza di risorse economiche mantiene una politica di splendore e ostentazione, grazie ai diamanti e ai metalli preziosi del Brasile e permette un'architettura di lusso e moderni programmi decorativi, che seguono il gusto del tempo. Sebbene sia un periodo di splendore, il rococò in Portogallo è segnato dalla peggiore catastrofe naturale del paese e uno dei peggiori in Europa - il terremoto del 1755.
La talha rococò si suddivide in diverse correnti parallele e regionali, che le conferiscono una grande varietà e originalità, dal Nord al Sud del Portogallo. È difficile classificare tutte queste variazioni, perché tutte sono chiaramente rococò, ma è possibile definire le tendenze principali, basate su alcuni degli elementi stilistici più usati. Conchiglie, angeli, volute, foglie d'acanto, putti, colonne, colonne pseudotortili, materiali finti e dorati sono il vocabolario formale presente. Nella zona di Lisbona si riscontrano due principali tendenze. Alcune opere, di chiaro sapore palatino, ruotano attorno alla casa reale, caratterizzate dall'eleganza e dalla qualità dei motivi decorativi. Si notano anche influenze della talha giovannina, ma con il vocabolario rococò e della famosa cappella di San Giovanni Battista nella chiesa di San Rocco a Lisbona, ricolma di pietre semipreziose. 
Si distinguono diverse opere di abbondante produzione, soprattutto le seguenti:
- la cappella del Palazzo Nazionale di Queluz – Con materiali finti che simulano marmi colorati, la talha dourada è molto elegante e di sapore classico, in un contesto molto colorato.
- l'altare maggiore del convento della Madre di Dio di Lisbona – Di influenza giovannina, mantiene la tribuna e il trono, ma possiede il vocabolario tipico del rococò, colonne di gusto classico, meno pesante del barocco. È completamente dorato ed è molto ben integrato nel contesto assolutamente notevole di talha dourada e azulejo del XVIII secolo.

Contemporaneamente, sempre a Lisbona, le chiese pombaline sviluppano una tipologia diversa dalle precedenti. Seguono lo spirito della ricostruzione post-terremoto, con il ricorso a materiali prefabbricati al di fuori della città e assemblati in loco. Sono edifici con una decorazione interna che segue le forme rococò, materiali finti in legno e stucco, mantenendo la tribuna e il trono nell'altare maggiore, colonne, forme architettoniche, poco dorate, alcune pitture (fra cui le opere di Pedro Alexandrino de Carvalho) e sculture. Gli spazi sono gradevoli, morbidi, luminosi e, nonostante la costruzione prefabbricata, hanno un gusto rococò. Sono degni di menzione i seguenti edifici: chiesa di Sant'Antonio di Lisbona, chiesa dell'Incarnazione, chiesa della Maddalena, basilica di Nostra Signora dei Martiri e molti altri. Mantenendo il vocabolario estetico e gli elementi decorativi prefabbricati nasce la preoccupazione di creare opere uniche. In edifici meno distrutti si è cercato di armonizzare le forme pombaline con la decorazione esistente.
L'ultima corrente presente a Lisbona è di carattere profano e chiara influenza francese. È caratterizzata da sontuose decorazioni palatina in talha e stucchi dorati o materiali finti: risponde al gusto dell'aristocrazia, che segue la moda francese. Spicca fra le sue opere la sala del trono del Palazzo Nazionale di Queluz.
Nella zona di Coimbra esiste una scuola regionale iniziata con l'altare principale della chiesa del Monastero della Santa Croce. Sono indubbiamente strutture rococò, con caratteristiche originali proprie, dove l'influenza pombalina è evidente, nei marmi, nelle colonne, nella tribuna e nel trono. Allo stesso tempo, rimandano alla scultura giovannina, principalmente nel registro superiore, con frontoni in pietra tagliata e angeli scolpiti.
Nel Nord del Portogallo si snoda una serie impressionante di altari rococò, ma con caratteristiche diverse da quelle sopra menzionate, perché hanno fuso questo gusto con lo splendore giovannino, di grande qualità e originalità. Completamente dorati, associati alla pittura o alla scultura, costruiti con tutto il vocabolario dello stile e senza i riferimenti esistenti nella zona di Lisbona. Nella zona di Braga, grazie all'opera di André Soares, si evidenzia un'altra scuola regionale di grande qualità e varietà. Colore e ori convivono in gruppi di grande eleganza e qualità. A volte sono già presenti piccole note classiche che mostrano influenze o che annunciano il classicismo che si avvicina. Nel nord del Portogallo, si distinguono tra molte altre le seguenti opere:
- la chiesa del monastero di Tibães – l'altare maggiore, l'arco trionfale e l'organo monumentale;
- la chiesa del Carmine a Porto – il presbiterio;
- la chiesa di Nostra Signora della Vittoria a Porto – l'altare maggiore;
- la chiesa di Santa Maria Maddalena a Braga – l'altare maggiore.

Al Sud del Portogallo la talha è meno frequente per il fatto che i marmi sono più abbondanti e, di conseguenza, non è necessario costruire strutture in legno per imitarli. Tuttavia esistono esempi notevoli in Alentejo e in Algarve, con caratteristiche differenti dal resto del paese. Questa originalità è visibile soprattutto a Évora. Fra gli esempi più notevoli vi sono:
- il convento del Carmine a Évora;
- il convento dei Rimedi a Évora;
- il convento di San Giuseppe a Évora;
- la chiesa della Mercede a Évora;
- la Chiesa di San Francesco a Faro.

Anche in quest'epoca è importante la presenza della talha sulle carrozze. Durante il regno di Maria I si producono le ultime carrozze da grande parata, nella tradizione barocca, ma seguendo il gusto rococò. Attualmente sono conservate al Museu Nacional dos Coches di Lisbona. 

## Neoclassicismo
Il neoclassicismo segna la fine della talha di grande qualità in Portogallo. Poiché il numero di chiese costruite è quasi nullo in quest'epoca travagliata, gli esempi sono molto rari. Seguono i modelli classici romani e, per via della necessità di rispettare gli ordini architettonici classici perdono di originalità. Ciò nonostante esistono alcuni esempi degni di nota come la chiesa del Terz'ordine di San Francesco e l'altare della chiesa di Lapa, entrambe a Porto.